# レオニード・ブレジネフ
レオニード・イリイチ・ブレジネフ（ロシア語: Леони́д Ильи́ч Бре́жнев  発音、ウクライナ語: Леонід Ілліч Брежнєв、ラテン文字表記の例：Leonid Il'ich Brezhnev、1906年12月19日 - 1982年11月10日）は、ソビエト連邦の政治家。1964年のニキータ・フルシチョフの失脚後から1982年の死去まで、18年間に渡ってソ連の最高指導者の地位にあった。 ソ連共産党中央委員会書記長（当初は第一書記）、最高会議幹部会議長を歴任。

## 概要
1964年のニキータ・フルシチョフの失脚により、ソ連共産党中央委員会第一書記 に就任し、死去する1982年までの18年間に亘って同国の最高指導者として実権を掌握した。首相のアレクセイ・コスイギン、最高会議幹部会議長（国家元首）のニコライ・ポドゴルヌイと共にトロイカ体制（集団指導体制）を敷いたが、1977年から1982年までの間は最高会議幹部会議長を兼任した。ソ連邦元帥にもなっている。
称号はブルガリア人民共和国英雄称号を3回、ドイツ民主共和国英雄の称号を3回、モンゴル人民共和国英雄を3回、同国労働英雄を3回、チェコスロバキア社会主義共和国英雄を3回授与されている。また、国歌を編集し、憲法を変更したことでも知られる。ウクライナに於ける少数民族のロシア人だったが、生涯ウクライナ訛りと風習を保った。

## 生い立ちから権力の掌握まで
1906年12月19日、ロシア帝国のエカテリノスラフ県カメンスコエ（現在のウクライナのカーミヤンシケ市）で生まれた。父のイリヤは祖父の代以来の地元の金属工場の労働者であった。1921年に家族と共にクルスクへ転居。15歳で地元の製鉄所に勤務し、1923年には共産党青年組織であるコムソモールに加わった。共産党はコムソモールの若い労働者を大学で学ばせ、指導者及び専門家に育て上げるという方針を採り、彼はその方針下で育った「60年代ソ連指導者の典型」であった。ロシア革命後の多くの労働者階級青年のように彼は1924年から1927年までクルスクの職業技術学校に学び、初級農業技師となって土壌改良業務に就く。1930年にカメンスコエに戻り、1931年10月に共産党に入党した。その後彼はドニエプロジェルジンスク冶金大学で冶金学を学び、1935年5月に卒業して東ウクライナの製鉄所技師になった。

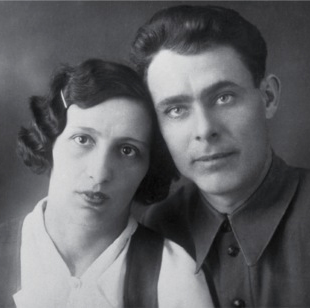
若き日のブレジネフ、妻のビクトリアと（1927年）

同年10月には赤軍（後のソビエト連邦地上軍）に入隊し、戦車訓練校を修了すると戦車部隊の政治委員となった。1936年末にはドニエプロジェルジンスク冶金大学の校長になった。1937年にウクライナ共産党幹部、モルダヴィア（後のモルダヴィア・ソビエト社会主義共和国、現・モルドバ）党委員会第一書記、1939年5月にドニエプロペトロフスク州党委員会書記になり、防衛産業の組織を行った。
彼はロシア革命前に成人していなかった共産党員の最初の世代であった。また、1924年1月のレーニン死後の共産党の主導権争いには若過ぎたため参加できなかった。ブレジネフが入党したときスターリンは絶対的な指導者であり、ブレジネフを含む多くの若い共産党員が純粋なスターリン主義者として成長した。スターリンの大粛清を免れた者達は党及び国家の重要ポストに就くこととなった。
1941年6月、ドイツ軍がバルバロッサ作戦でソ連に侵攻した。ドニエプロペトロフスクは8月26日にドイツ軍の手に落ちたが、ブレジネフは市の産業を疎開させるために努力した。彼は戦争の始まりと同時に軍の政治委員として働いた。赤軍では専門の士官と政治委員による二重システムによって部隊が運用された。このシステムは非効率的であり、職業軍人にとっては不満の募るものであった。同年10月にブレジネフは旅団人民委員の階級を与えられると同時に南部方面軍政治指導部次長に就任した。
1942年にウクライナが完全に失われ、ブレジネフはザカフカス正面の政治指導部次長としてカフカスに派遣された。1943年4月に彼は第18軍の政治部長になった。同年末に赤軍は主導権を回復し、第18軍は第1ウクライナ正面軍の一部となりウクライナを通り西方に進撃した。正面軍の上級政治委員は後にブレジネフの重要な後援者になるニキータ・フルシチョフだった。大祖国戦争の終了時、ブレジネフは第4ウクライナ方面軍政治指導部部長としてプラハに入っていた。

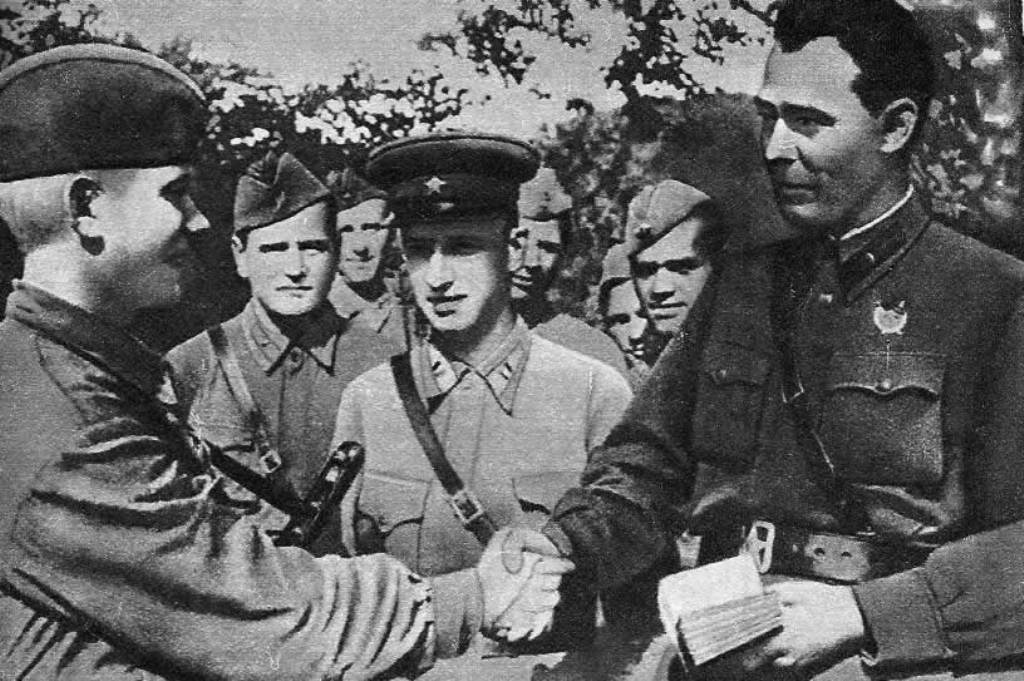
1942年、東部戦線でのブレジネフ（右）

1946年8月にブレジネフは少将の階級で赤軍を去った。彼は軍司令官では無く政治委員として大祖国戦争（独ソ戦）を戦った。ウクライナ共産党ザポロージェ州委員会で再建計画に携わった後、彼はドニエプロペトロフスク州党委員会第一書記になった。1950年3月に最高会議代議員となり、同年6月にモルダヴィア共産党中央委員会第一書記に就任した。1952年10月に共産党中央委員会及び最高会議幹部会のメンバーとなった。
ブレジネフはドニエプロペトロフスク州・モルダヴィア、後のカザフスタンなどの任地で築いた人脈を後年の権力強化に大いに利用した。「ドニエプロペトロフスク・マフィア」や「モルダヴィア・マフィア」等と称される人々の中には、コンスタンティン・チェルネンコ、ディンムハメッド・クナーエフ、ニコライ・チーホノフなどのちに頭角を現す人物も含まれている。

## ブレジネフとフルシチョフ
1953年3月にスターリンが死去し、党幹部会が廃止され、より小さな政治局が再構成された。ブレジネフは政治局員にこそならなかったが、その代わりに中将の階級と共にソ連軍政治総局長第一代理に任命された。これは恐らく彼の後援者フルシチョフによる人事だった。1954年にカザフスタン共産党中央委員会第二書記となり、1955年5月にカザフスタン共産党中央委員会第一書記として、カザフスタンの開拓事業を指導した。
1956年2月にブレジネフはモスクワへ呼び戻され、共産党中央委員会政治局員候補兼書記として防衛産業・宇宙計画・重工業及び首都建設指揮の任務を与えられた。彼はフルシチョフの側近となり、1957年6月にヴャチェスラフ・モロトフ率いるスターリンの古老グループ、ゲオルギー・マレンコフ、ラーザリ・カガノーヴィチらとフルシチョフとの党の指導権争いに於いてフルシチョフを支持した。古老グループを排除した後、ブレジネフは正式に政治局員となった。

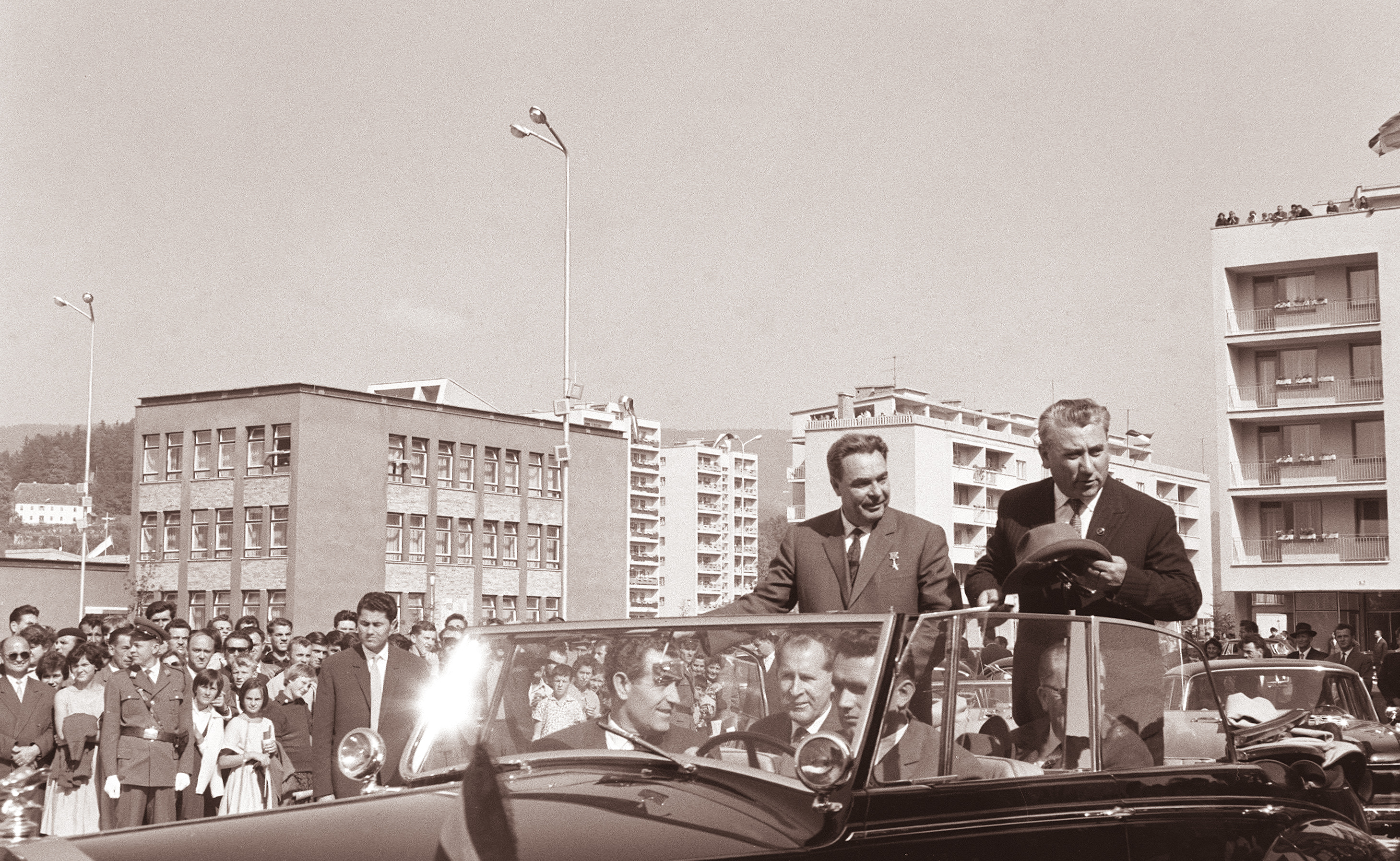
ユーゴスラビア訪問時にアレクサンドル・ラコビッチと（1962年）

1959年にブレジネフはソビエト連邦最高会議幹部会副議長となり、1960年5月に議長に就任し、名目上の国家元首になった。実権は党第一書記のフルシチョフが握っていたが、議長のポストは外国への旅行を可能にした。彼は高価な西側の衣服や自動車に対する興味を深め、それは後に彼に対する悪評となった。
1962年までフルシチョフの党指導者としての地位は安泰だった。しかし彼が年老いると共に、その指導力の低下が他の指導陣の信頼を弱め、地位も不安定なものとなった。さらにソ連の経済問題の悪化がフルシチョフに対する圧力を増加させた。表面上ブレジネフはフルシチョフに忠実であったが、ニコライ・イグナトフやアレクサンドル・シェレーピンの働きかけで1963年にはフルシチョフの追放計画に加担することとなった。この年にはまたフルシチョフの後継者とされていたが、酒により健康を害したフロル・コズロフの後任(一時短期間ミハイル・スースロフが担当)として第二書記も兼ねたが、翌1964年7月15日に最高会議幹部会議長をフルシチョフと親しかったアナスタス・ミコヤンに譲らされ、第二書記に専念する事になる。その3か月後の10月13日及び14日に開かれた臨時の中央委員会総会でフルシチョフは年金生活に入るために「自発的に」党中央委員会第一書記と閣僚会議議長（首相）の地位を辞任した（事実上の解任）。ブレジネフは党第一書記となり、アレクセイ・コスイギンは首相になった。ミコヤンは最高会議幹部会議長にしばらく留まったが、1965年12月に事実上失脚し（1966年4月に政治局員も解任される。）、後任にニコライ・ポドゴルヌイが就任する。

## 最高指導者として

### 内政
ブレジネフはフルシチョフの下でスターリン個人崇拝批判・スターリンの大粛清による犠牲者の名誉回復とソビエト連邦の知的及び文化的政策の慎重な自由化・集団指導体制を支援していた。しかし、自らが指導者に就任すると直ちにこのプロセスに逆行し始めた。1965年5月の対独戦勝20周年記念式典のスピーチでブレジネフは初めてスターリンに言及し、1966年4月8日には第一書記をスターリンの肩書きであった書記長へと改称した。1966年の作家ユーリ・ダニエル及びアンドレイ・シニャーフスキーの裁判は、抑圧的な文化的政策への回帰の象徴だった。ユーリ・アンドロポフ指揮下のKGB（国家保安委員会）は、1930年代と1940年代のような粛清こそ行わなかったが、スターリンのもとで享受した力の多くを回復した。また、政治局の8割以上自らと同じエンジニア出身者を選んでテクノクラシーを敷いた。
1974年3月には中将から大将を経ずに上級大将に昇進し、さらに1976年5月にはソ連邦元帥となった。それはスターリン時代以来初の「政治的な元帥」だった。ブレジネフは軍を実際に指揮した経験がなく、職業軍人の間で彼の元帥就任に対して不満が募ったが、彼らの権力と名声はブレジネフ政権下での持続的な支援として保証された。また国内外からの数多くの勲章授与など、ブレジネフ自身の権威付けも強められた。ソビエト連邦共産党の党員証を改訂し、党員第1号たるレーニンの党員証に署名するといった「演出」も行われた。
ブレジネフの国内的な権力は、1976年から始まったソ連経済の停滞に起因して衰退し始めた。ソ連経済が停滞に陥った原因は、2つの根本的な要因があった。まず、ソ連経済はスターリンの大規模な工業化政策にもかかわらず、依然として農業に極度に依存していたことが挙げられる。小麦・大麦・ライ麦の生産量は世界一だったものの、1970年代前半の大旱魃により国際市場で大量の穀物買い付けを行って大穀物強盗と呼ばれた。スターリンが強制的に進めた農業集産化は独立した自営農民を無くしていた。加えて1930年代及び第二次世界大戦後にスターリンによって復興し、構築されたソ連の産業経済は国家によって管理され市場の反応に応えられず、技術革新が進まなかったことも影響した。大粛清は組織革新のための人的資源を多く失わせることとなり、その後を継いだ党官僚と国家・産業における官僚もジェロントクラート化して世代交代が進まなかった。ブレジネフ時代のソ連経済はオイルショックにおいては世界最大の産油国 として西側より繁栄した側面はあるものの、天然資源に依存して外貨の殆どを西側からのハイテク機器・穀物・奢侈品などの輸入に浪費して重工業が中心の産業構造の転換は遅れた。この2つの要因は互いに組み合わさって悪化した。冷戦で対抗し得る軍事力を維持するための軍備や宇宙開発計画のような国威発揚プロジェクト・パイプライン・コンビナートの建設などの重厚長大産業には莫大な支出が投じられ、国内で不足した食料も市場価格より高く輸入された皺寄せから、生活水準向上に向けられた投資額は減少した。この問題は後のゴルバチョフ政権によってコンベルシアが政策化される原因となった。また、アパラチキやノーメンクラトゥーラが需要者となった「非公式経済（闇市場）」には限定された消費財やサービスが優先的に供給され、ソ連構成初期には見られなかった大規模な汚職を促すことにもなった。
何よりもブレジネフ自身がイギリス製のロールス・ロイス、西ドイツ製のメルセデス・ベンツ・W100、フランス製のシトロエン・SM、アメリカ製のリンカーン・コンチネンタルなど、西側の高級車や洋服を好む趣味がある汚職体質の持ち主で、身内にもスキャンダルが絶えなかった。娘のガリーナの交友関係や派手な私生活などが噂されたほか、ガリーナの夫で第一内務次官のユーリ・チュルバノフに至ってはウズベク共和国での綿花増産計画を巡り、ウズベク共産党中央委員会第一書記のシャラフ・ラシドフと共謀して綿花の収穫量に関する統計データの改竄や汚職、収賄や不正蓄財にも手を染めていた。また、息子で対外貿易省第一次官のユーリも横領の疑いでKGBの取り調べを受けている。
こうしたブレジネフ一族をめぐるスキャンダルは側近でイデオロギー担当書記のミハイル・スースロフが長年に渡って揉み消すことで明らかにならなかったが、1982年1月にスースロフが亡くなるともはや隠し通せなくなり、スースロフ後継のイデオロギー担当（第二書記）で国家保安委員会（KGB）議長としてブレジネフに仕えていたユーリ・アンドロポフさえもこれには看過出来ず、ブレジネフの死後に自らが最高指導者となるとブレジネフの親族や遺族を汚職容疑で逮捕・摘発している。

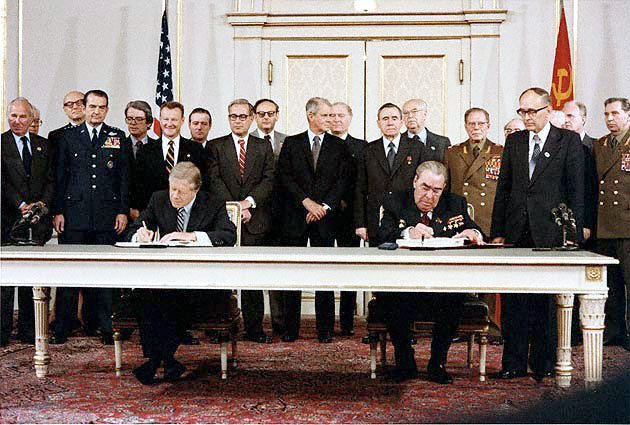
ジミー・カーターとSALT IIの調印を行うブレジネフ（1979年6月・ウィーンにて）

ブレジネフの支配は1976年12月の70歳の誕生日でピークに達した。スターリンの支配とは異なりブレジネフ支配は尊敬も恐れも集めることが出来なかった。このことにブレジネフ自身がどれくらい気付いていたかは、彼が1979年6月にアメリカのジミー・カーター大統領と調印したSALT II条約のような国際的首脳会談の運営に夢中になり、国内問題を無視したため不明確である。国内問題は彼の部下、農業担当書記のミハイル・ゴルバチョフのように根本的な改革が必要だとますます確信するようになった者達に残された。しかしながらゴルバチョフはブレジネフに対する指導権で策略を講じなかった。
ブレジネフは彼の健康が低下すると共に指導力も弱まっていった。その間にブレジネフはソ連内での自らの地位を強化した。1977年6月にはポドゴルヌイに引退を強要し、ソビエト連邦最高会議幹部会議長の地位を党書記長と同等にして議長職に復帰し、名実共に最高指導者となった。コスイギンは1980年12月の死の直前まで首相として留まったものの、ブレジネフはコスイギンの担当していた経済政策分野に干渉するなど、その影響力を拡大した。しかし、その経済政策の骨格はフルシチョフ時代の第22回党大会（1961年）で採択された党綱領で既に定められていた。この1961年党綱領では、「1980年までの20年間で鉱工業生産高を6倍、農業生産高を3倍半に増やすことで『アメリカに追い着き、追い越す』」ことを目指し、品目ごとに生産目標を設定していたが、その生産目標は現実離れした数字を列挙していたほか、党綱領採択以降の経済成長率が10%を割り込むなど、ソ連経済は急激に下降線をたどった。そして、1980年に第10次5カ年計画（1976年〜1980年）が終了した時点で、1961年党綱領で明示された「バラ色の未来」は冷たい現実によって粉々に打ち砕かれることとなった。結局、ブレジネフは1981年の第26回党大会で党綱領の改定を提起することになる。
また、1982年のメーデーからは、パレードに自身の肖像を飾るなどの個人崇拝を始めていった。

### 外交

#### プラハの春

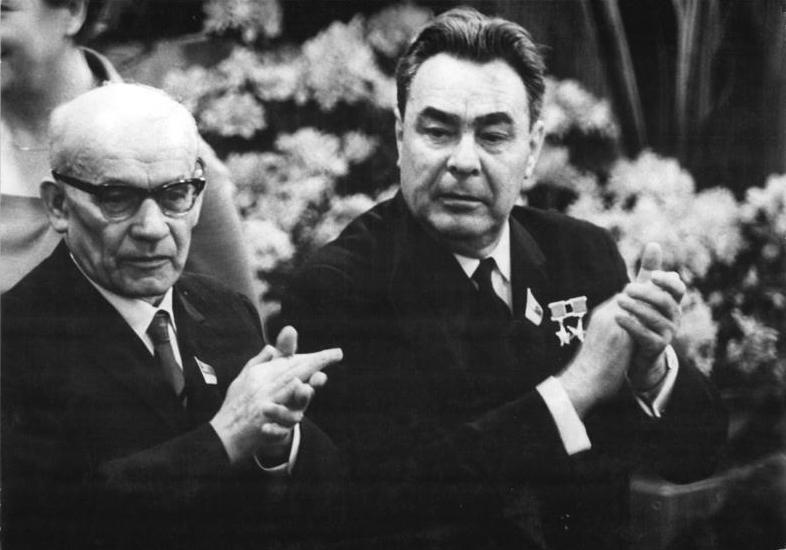
第7回ドイツ社会主義統一党大会でヴワディスワフ・ゴムウカ（左）と（1967年）

ブレジネフ政権最初の危機は1968年のチェコスロバキア共産党のアレクサンデル・ドゥプチェク第一書記による改革によってもたらされた。ドゥプチェクは「人間の顔をした社会主義」のスローガンのもと、言論の自由化など「上からの改革」を推し進めた。それに呼応して様々な改革運動が展開していった。これは「プラハの春」と呼ばれている（音楽祭の名に由来する）。チェコスロバキアの改革運動が他の社会主義国にも波及し、ソ連の共産党体制の基盤を掘り崩すとの惧れ、さらにはソ連ブロック全体を揺るがす危険性からこれを座視することができず、ブレジネフは7月にドゥプチェクを「修正主義者」と批判、さらに8月20日、ワルシャワ条約機構軍を投入し、プラハの春は終わりを告げた。一方、中国共産党はドゥプチェクとソ連指導部の双方を修正主義と非難していた。
「『社会主義を保護する』ためには衛星国の国内問題にも関与せざるを得ない」とする主張は、フルシチョフが1956年にハンガリーで行ったようにソ連の既存の政策の再声明に過ぎなかったが、これは「ブレジネフ・ドクトリン（制限主権論）」として知られるようになった。

#### 中華人民共和国との紛争

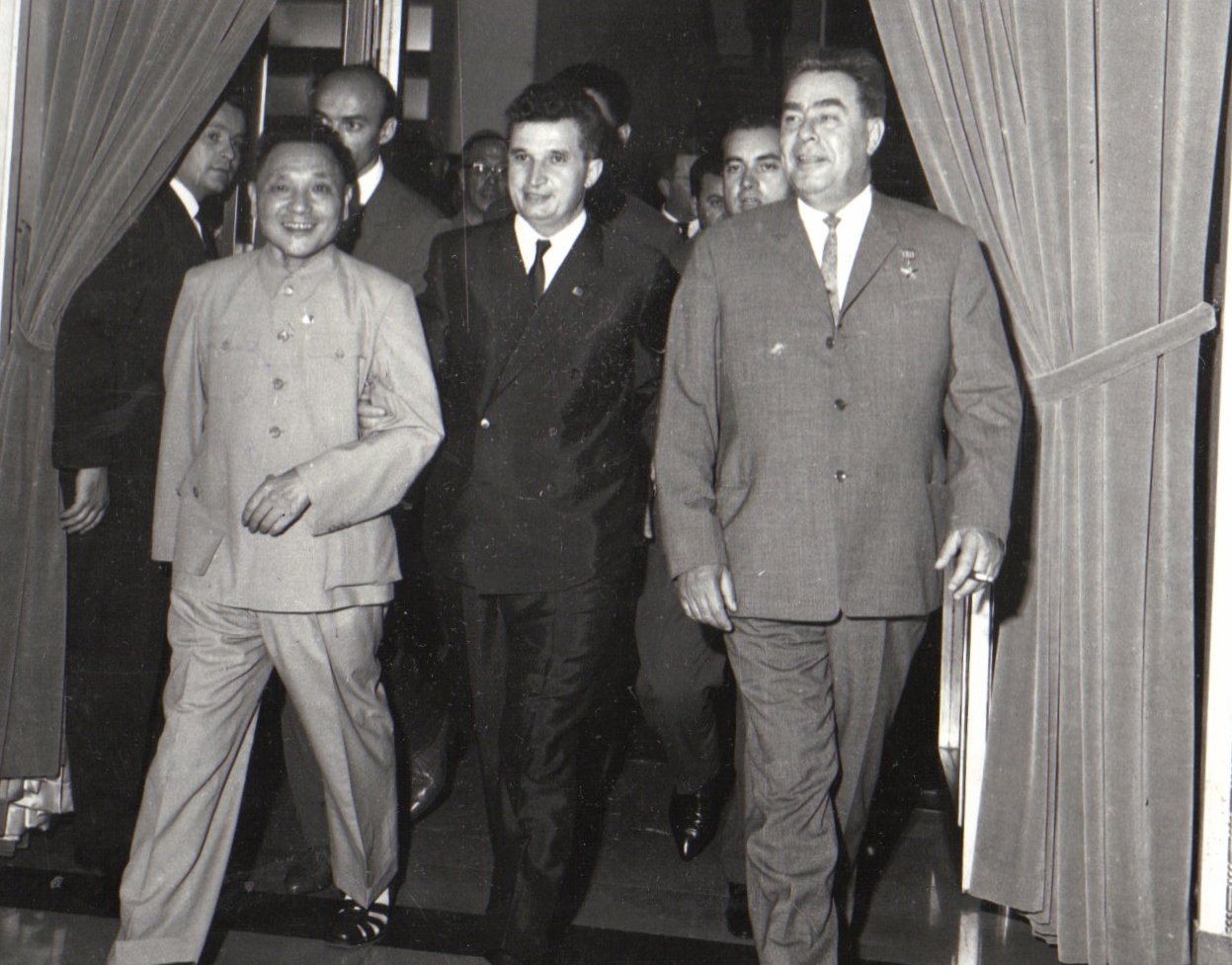
ブカレストで鄧小平（左）、チャウシェスク（中央）と（1965年）

同じく共産党による一党独裁制の社会主義共和国である中華人民共和国とは、1960年代初めに対立が始まり悪化を続けた。西側とソ連の平和共存路線に中国が反修正主義を掲げて猛反発したためである。ヨシフ・スターリン時代のソ連は、1950年2月に中国と中ソ友好同盟相互援助条約で軍事同盟を締結し、ソ連は中国に対して多額の経済援助や技術援助を行っていた。
しかし、スターリン批判を行ったフルシチョフに代替わりすると、次第に中国はソ連に対し挑戦的な態度を取り始める。さらに毛沢東はソ連の掲げるマルクス・レーニン主義を独自に解釈した毛沢東思想を唱え始め、日本を含む各国の共産党でソ連派と中国派が対立した。チベットのダライ・ラマ14世の亡命をインドが受け入れたことなどから、中国がパキスタンを支援してインドを敵視すると、ソ連はインドを支援し、ダライ・ラマもソ連を訪問している。1964年に周恩来がモスクワを訪れたものの、関係の改善には至らず、1969年3月にはウスリー川のダマンスキー島（中国名は珍宝島）において両国の軍隊による武力衝突が発生（中ソ国境紛争）。だが第一次インドシナ戦争からベトナム戦争まで両国とも、北ベトナム側を支持した。しかし、ベトナムの南北統一後は両国の対応が分かれる。ソ連の支援するベトナム社会主義共和国はカンボジア・ベトナム戦争でクメール・ルージュの民主カンプチアに侵攻してカンプチア人民共和国を樹立。カンプチア王国民族連合政府の時代からカンボジアを支援してきた中国は懲罰として中越戦争を行った。アメリカと中国はノロドム・シハヌーク元国王とポル・ポトらによる三派連合政府を援助し、ソ連はベトナムとヘン・サムリン政権を支持する構図であった。同様にオガデン戦争・アンゴラ内戦・アフガニスタン紛争などもアメリカ・中国とソ連の代理戦争の様相を呈した。

#### アメリカ合衆国との関係

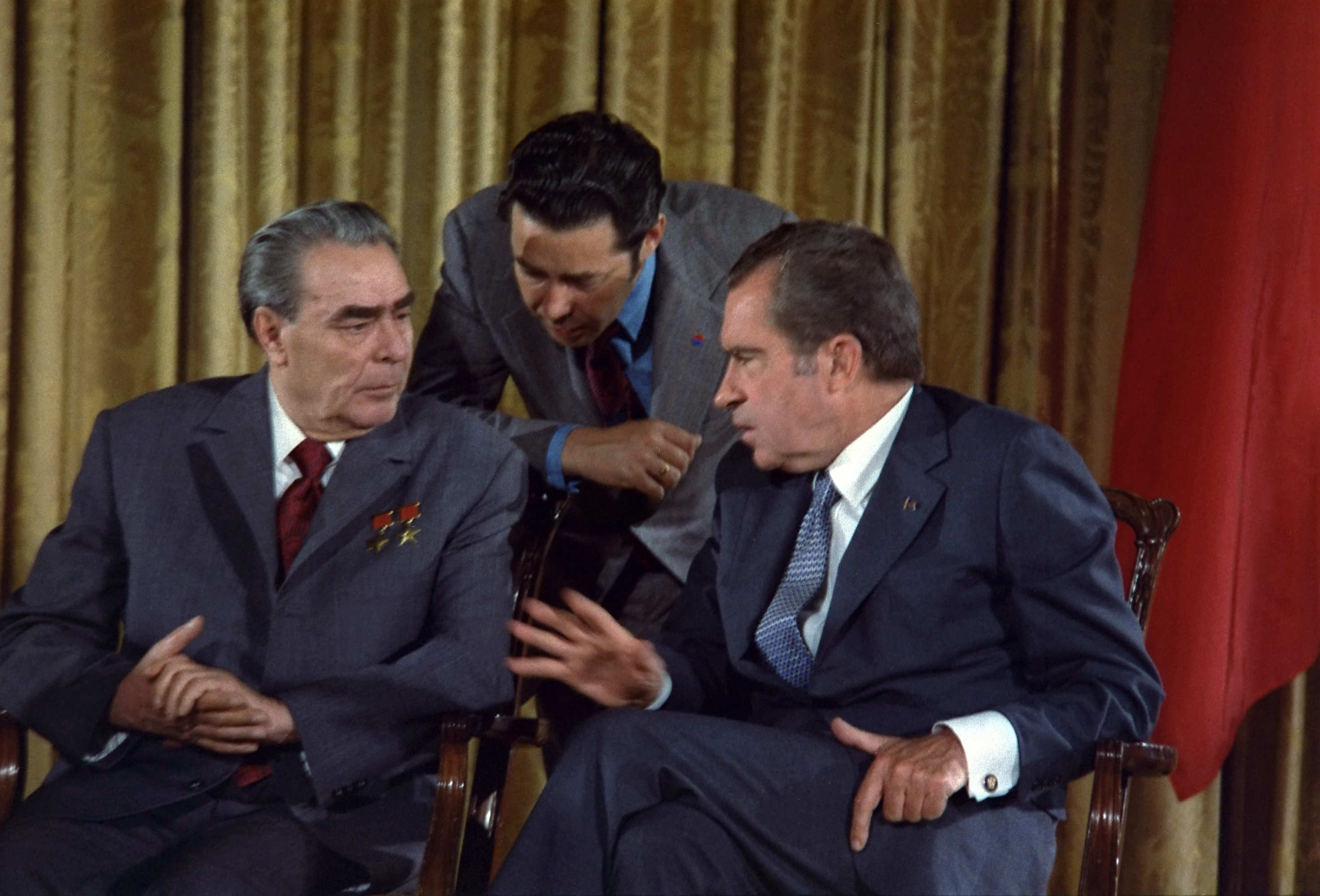
リチャード・ニクソン大統領（右）と（1973年6月19日）

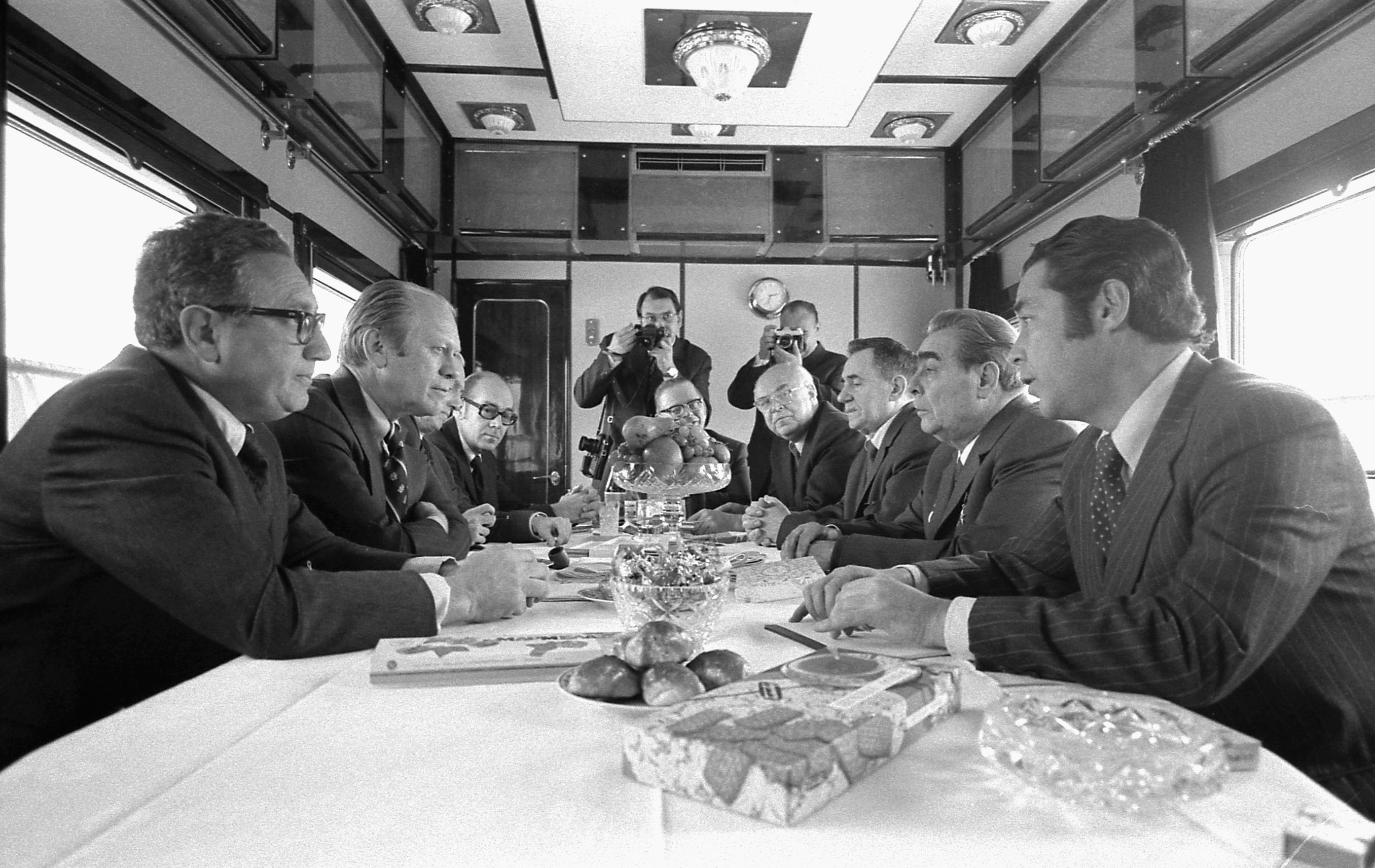
ウラジオストクでの米ソ首脳会談（1974年11月）
_{右側手前から2人目がブレジネフ、その奥にアンドレイ・グロムイコ外相。ブレジネフと相対しているのがジェラルド・R・フォード、その手前がアメリカのヘンリー・キッシンジャー国務長官}

1971年の国際連合でのアルバニア決議にはソ連も賛成して中国が国際社会から承認を得るも、1972年2月のニクソン大統領の中国訪問に始まった中国とアメリカの接近を受け、ソ連に対する米中同盟を防ぐためにブレジネフはアメリカとの交渉の新ラウンドを開いた。同年5月にリチャード・ニクソン大統領がモスクワを訪問し、米ソ両首脳は戦略兵器制限条約 (SALT I) に調印し、「デタント」（緊張緩和）の始まりとなった。1973年1月のパリ和平協定はベトナム戦争の公式な終了となり、米ソ関係の障害は取り除かれた。ブレジネフは5月に西ドイツを訪問し、6月にはアメリカへの公式訪問を行った。
1975年7月のフィンランドのヘルシンキにおける全欧安全保障協力会議 (CSCE) でヤルタ体制を認めさせたことは、「デタント」時代におけるブレジネフの功績であった。引き替えにソ連は「参加国は思想・良心・宗教・信仰の自由を含む人権及び基本的自由を人種・性別・言語あるいは宗教に関する区別無く尊重する」ことに合意した。しかし、これらの成果は国民からは尊敬されなかった。また、アメリカ国内ではデタント・プロセスを「緊張の弛緩」に関する楽観的なレトリックだとして政治的な反対が募り、ソ連とその衛星国での国内自由化とは一致しなかった。第三次中東戦争で高まったソ連国内のユダヤ人迫害からの移住問題 は米ソ関係の障害となり、1974年11月にウラジオストクにてブレジネフとジェラルド・R・フォードが会談を行ったが、これらの問題の解決には至らなかった。
1970年代のアメリカ合衆国とソビエト連邦は共に政治的・戦略的パワーのピークに達し、SALT I条約は両超大国間の核兵器バランスを確立した。ヘルシンキ条約は東ヨーロッパに於けるソ連の覇権を合法と認めた。また、アメリカのベトナム戦争での敗北及びウォーターゲート事件はアメリカの影響力低下を招き、ソビエト連邦軍海軍はセルゲイ・ゴルシコフのもと、積極的に海洋進出して初めて世界的な力を持つことになり、ソ連は南イエメンのアデン湾・ベトナムのカムラン湾・シリアのタルトゥースなどに不凍港を得て中東及びアフリカに進出し、1971年12月の第三次印パ戦争ではインドを支援して軍艦を派遣し、1973年10月の第四次中東戦争でもアラブ諸国側を物資支援して実戦部隊の展開準備を行い、キューバを代理としてアメリカの裏庭とされる中南米の紛争・1975年3月のアンゴラ内戦・1977年7月から1978年3月のオガデン戦争などへの軍事的介入にも成功した。
米ソ関係は核拡散防止条約が締結されたことに象徴された時は良好であった。リンドン・ジョンソンのモスクワ訪問が予定されていたが、チェコスロバキアへの軍事介入に対する抗議として訪問は中止された。しかし、アメリカ及びNATO諸国は、口頭での非難以外に具体的な行動を採らなかった。このことはヨーロッパにおけるソ連の勢力圏には干渉しないという暗黙のルールが承認されていることを意味した。

#### 日本との関係
1973年10月に田中角栄首相と発表した日ソ共同声明では、「第二次大戦の時からの未解決の諸問題」という文言で北方領土問題を解決した上で平和条約を締結することを認め、ヤクートの天然ガス・チュメニ油田・サハリン大陸棚の共同開発などのプロジェクトによる日本との経済協力を打ち出した。

#### アフガニスタン侵攻
1979年12月に反政府ゲリラへの対応に苦慮していたアフガニスタンに干渉する決定を下した事は、ブレジネフの後継者に対する最終及び致命的な遺産となった。アフガンへの介入はデタントの終焉を招き、アメリカが課した穀物取引停止などの経済制裁や1986年のサウジアラビアの石油増産による原油価格下落 と同時にソ連の経済問題を急速に悪化させた。アメリカはカーター政権で軍拡プログラムを開始し、後任のロナルド・レーガン政権で加速された。アメリカとの軍拡競争における大きな経済負担はソ連の経済状態をより一層の悪化に導き、後のゴルバチョフによるペレストロイカと、更にはソビエト連邦の崩壊に結びついた。加えて侵攻行為は国際的非難を招き、1980年7月に開催されたモスクワオリンピックでは日本を含めた西側諸国・中国・イスラム諸国などからボイコットされる結果となった。

## 死去と国葬

### 健康状態の悪化と権力構造の変化
1981年におけるブレジネフの健康状態は比較的良好で、第26回党大会や党中央委総会、外遊などの重要行事をこなした。この間11月にはブレジネフの「回想録」が出版され、12月の生誕75周年には東ヨーロッパとモンゴルの首脳も駆けつけて大々的な祝賀行事が行われるなど、ブレジネフ書記長の権威を高める行事が行われた。
1982年1月、ブレジネフを庇い続けた実力者のミハイル・スースロフが死去した。それ以降、ブレジネフの近親者を巡る一連のスキャンダルが西側において報じられ、またブレジネフの泣く姿がソ連のテレビで放映される（2月のグルシポイ・モスクワ軍管区政治部長の告別式の際）など同書記長の権力を卜する上で注目すべき現象が起こった。かかる状況の中で、ブレジネフは、あたかも権力失墜説を打ち消すかのように過密なスケジュールをこなしたが、その後ブレジネフは公の場から姿を消し、健康を巡り重体入院説も流れた。実はこの間、ブレジネフは心臓発作を起こし、治療の渦中にあった。そして暫く後に行われる4月22日のレーニン生誕記念行事に至るまで公式行事に姿を現わさなかった。この時期を境にポスト・ブレジネフを巡る動きが俄かに活発になる。その後、滅多に公の場に登場しなくなったブレジネフであったが、注意深く休養を取りつつ年中を通して諸行事を無事に消化した。

### 急死
同年11月7日、重病のブレジネフは、赤の広場で行われた革命65周年の軍事パレードと労働者の行進を、冬のモスクワの極寒の中、レーニン廟上の雛壇から観閲した。これが最後の公の場への登場となった。
その3日後の11月10日午前8時30分、モスクワで心臓発作によって死去した。75歳没。翌11月11日、ブレジネフの死はラジオ等を通して全世界に伝えられた。日本ではNHKが、同日午後4時33分（日本時間）に「ブレジネフ書記長死去と北京発共同電伝える」と速報を表示した。
ブレジネフの遺体はモスクワの労働組合会館「円柱の間」に安置された。服喪期間が設けられ、執り行われた国葬には日本の鈴木善幸首相ら70余カ国の首脳等の要人が参列した。赤の広場の元勲墓に埋葬される際にはブレジネフの亡骸が見えるように棺の蓋が開いた状態で運ばれ、ソ連国歌が演奏される中、フェリックス・ジェルジンスキーとヤーコフ・スヴェルドロフの間に埋葬された。後継にはブレジネフの腹心であったチェルネンコではなく、第二書記のアンドロポフが就任した。
なお、ブレジネフ死去の発表が遅れた背景にはソ連共産党政治局内で後継の主導権を巡る権力闘争があったとの見方がある。ブレジネフが亡くなった当日（死が発表される前日）、ソ連のテレビ局は娯楽番組等の通常放送を打ち切り、レーニンの功績を称える番組や第二次大戦独ソ戦（大祖国戦争）を回想する番組を放送した他、キャスターも改まった服装で番組に臨んでいた。ラジオをつけても聞こえてくるのは沈んだクラシック音楽ばかりであり、明らかに不穏な空気に包まれていた。これらの異変に鑑み、誰かソ連の要人が亡くなったとの噂がソ連国内外で立ち始めた。初めは3日前に行われた革命65周年記念パレードに出席しておらず、引退が確実視されていたアンドレイ・キリレンコ政治局員が亡くなったと推測された。しかし、友好国であるアンゴラ共和国の独立記念日に際して、ドス・サントス大統領宛ての祝電に、慣例に反してブレジネフ書記長の署名が無かったことから、徐々にブレジネフが亡くなったとの観測が有力となっていった。

## 評価
- ブレジネフはスターリンに次ぐ長期間に渡ってソビエト連邦を統治した。彼は基本的経済問題を無視してソ連の政治体制の衰退を黙認し、「沈滞の時代」を長引かせたことで非難され、そして彼の貪欲な虚栄心はさらに非難された。ただ経済問題はスターリンから受け継いだ社会主義体制が本質的に保有するものでもあった。社会体制改良の試みは、彼よりはるかに若く最終的な後継者であるミハイル・ゴルバチョフに引き継がれた。しかし、ソ連崩壊後の現在のロシアではブレジネフ時代を安定した福祉と生活が保証された時代と評価する向きも少なくない[25]。
- その一方、功績としてソ連が彼の指導下で前例の無い国力と国威を得たことが挙げられる。彼は外交における熟練したネゴシエーターでもあった。ゴルバチョフへの評価がロシア国内で低いのは、ブレジネフ時代の国威を貶めたとされるのが一因である。
- 晩年のブレジネフについては、「頭が完全に老化し、ろれつが回らず、体はむくみ、足もふらつきながら、服のいたるところに勲章を飾り付けて、権力だけは手放さない人物」というイメージが定着した。現在のロシアのテレビ番組でも、そのようなモノマネが披露され、笑いを誘うネタとなっている。1980年ころに流行ったジョーク（いわゆるアネクドート）に、以下のようなものがある。
  - A「赤の広場で、『ブレジネフはバカだ』と叫んだ男が逮捕されたよ。」
  - B「国家の最高指導者を侮辱した罪でかい?」
  - A「国家の重大機密を漏らした罪でだよ。」
    - ただしこのジョークはフルシチョフからチェルネンコまで4代の書記長が引き合いに出されている。しかも最後の部分が「書記長本人が『逮捕は国家の最高機密を漏らした罪だ』とおどけ、如何を問うた記者会見を和ませた」などと変わっているものもある。

## 表彰
死去時の追悼文（「プラウダ」1982年11月12日号掲載）によれば、以下の栄典を授与されたという。
1. ソ連邦英雄の称号4回、社会主義労働英雄の称号、勝利勲章[26]、レーニン勲章8個、10月革命勲章2個、赤旗勲章2個、ボグダン・フメリニツキー2級勲章、祖国戦争1級勲章、赤星勲章、ソ連栄誉剣とメダル、カール・マルクス記念金メダル、レーニン賞、
2. ブルガリア人民共和国英雄の称号を3回、ドイツ民主共和国英雄の称号を3回、モンゴル人民共和国英雄の称号を3回、同国労働英雄の称号を3回、チェコスロバキア社会主義共和国英雄の称号を3回、キューバ共和国英雄、ベトナム社会主義共和国労働英雄の称号、ポーランド人民共和国、ハンガリー人民共和国、ルーマニア社会主義共和国、ユーゴスラビア社会主義連邦共和国、朝鮮民主主義人民共和国、ラオス、その他の国の最高の賞
3. 国際レーニン賞とディミトロフ賞、フレデリク・ジョリオ＝キュリー記念「平和金メダル」

## 顕彰
- タタールスタン自治共和国にある自動車工業都市ナーベレジヌイェ・チェルヌイは、ブレジネフの死から1988年まで「ブレジネフ市」に改称されていた。
- アルクティカ級砕氷船1番船「アルクティカ」は、ブレジネフの死から1988年まで「レオニード・ブレジネフ」の船名で運用されていた。
- 1982年に起工された空母「アドミラル・クズネツォフ」は、1983年の建造中に「レオニード・ブレジネフ」に改名されていた。

## 家族
1927年11月にヴィクトリア・ペトロヴナ・ブレジネワと結婚し、その後長女のガリーナと長男のユーリが誕生した。

## 著作

### 日本語訳
- 『ソ連共産党第24回大会にたいする党中央委員会の活動報告 : L.I.ブレジネフ同志の報告』アジア書房、1971年4月23日。
- 『緊張緩和への道 : ソ連の政策と国際情勢に関するブレジネフ演説集』新時代社、1973年6月21日。
- 『社会主義と友情の道 : ウランバートルにおける演説(1974・11・26)』アジア書房、1974年12月15日。
- 『マーラヤ・ゼムリヤ : ブレジネフ回想録』加藤弘作（訳）、国際ビジネス情報センター、1978年12月10日。
- 『ブレジネフ選集 : 平和と社会進歩のために 演説論文集 1』ブレジネフ選集翻訳委員会（訳）、プログレス出版所、1978年。
- 『処女地 : ブレジネフ回想録第三部』加藤弘作（訳）、カトー・シンクタンク、1979年7月25日。
- 『わたしの平和論』川内光（訳）、国際文化出版社、1979年12月15日。
- 『ブレジネフ選集 : 平和と社会進歩のために 演説論文集 2』ブレジネフ選集翻訳委員会（訳）、プログレス出版所、1980年8月1日。
- 『ソ連邦の国内政策』浜野道博（訳）、カトー・シンクタンク、1980年11月30日。
- 『回想 : ブレジネフ回想録第4部』泉清（訳）、カトー・シンクタンク、1982年12月1日。